# Primorskij (obwód irkucki)
Primorskij (ros. Приморский) – osiedle w Rosji, w obwodzie irkuckim, w Ust-Ordyńskim Okręgu Buriackim, w rejonie osińskim. W 2021 liczyło 1689 mieszkańców.